# Uncaria gambir

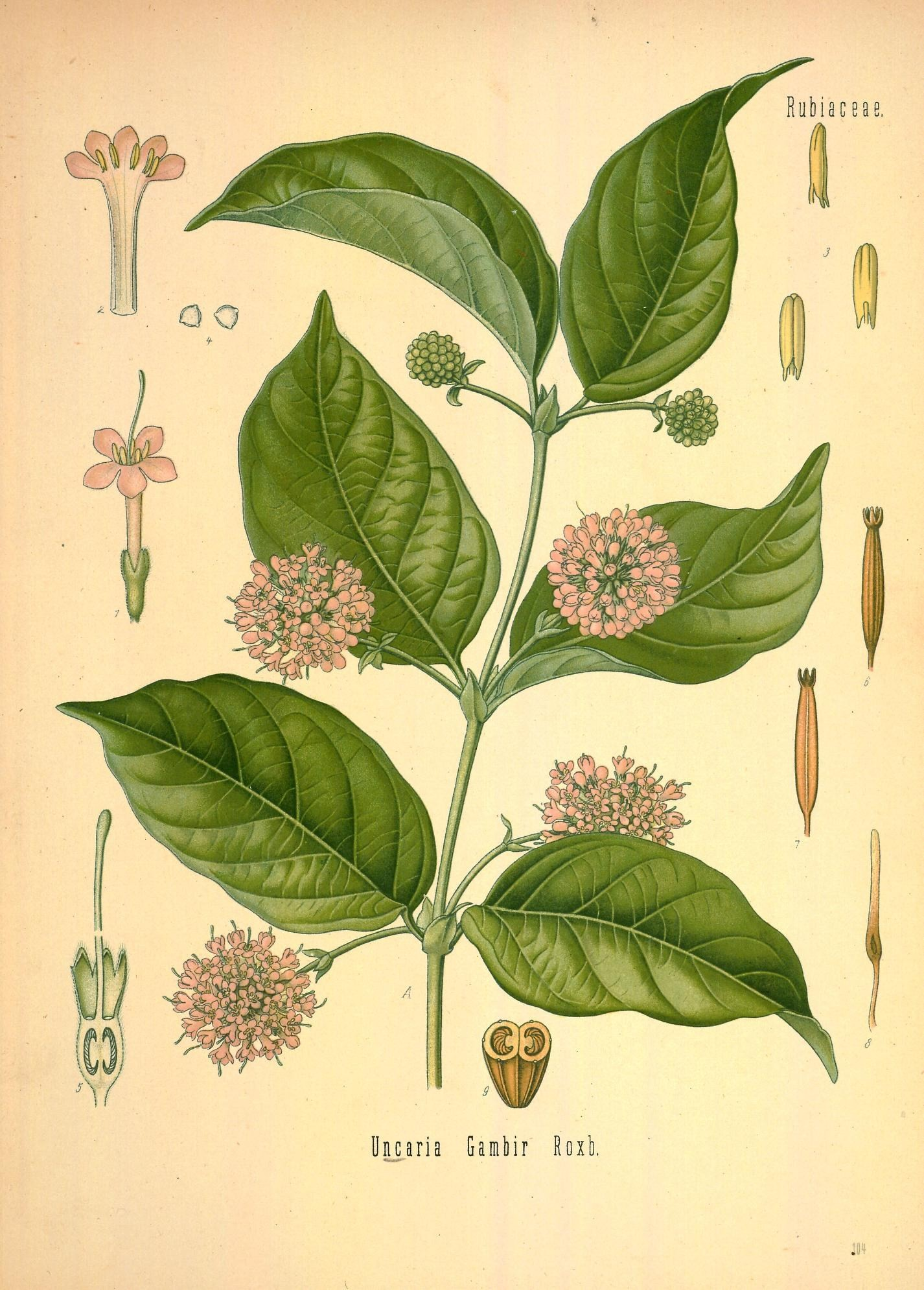
Illustration von Uncaria gambir

Uncaria gambir ist eine Pflanzenart in der Familie der Rötegewächse aus dem nördlicheren Indonesien und Malaysia.

## Beschreibung
Ucaria gambir wächst als kletternder Strauch einige Meter hoch. Die Sprossachsen sind schlank, kahl und fast zylindrisch.
Die leicht ledrigen und gestielten Laubblätter sind gegenständig. Sie sind ganzrandig bis 8–12 Zentimeter lang, schwach gekerbt, eiförmig, kahl und spitz bis zugespitzt. Es sind abfallende, interpetiolare Nebenblätter vorhanden.
Die Blüten erscheinen dicht in kleinen, achselständigen und vielblütigen, kurz gestielten Köpfchen. Der Köpfchenboden ist behaart und der Blütenstandsstiel ist mit einem „Gelenk“ unterteilt, an dem einige Tragblätter sitzen. Nachdem der Blütenstand abgefallen ist, verlängert sich der restliche Blütenstandsstiel zu einer hackenförmigen, harten Ranke. Die Ranken werden manchmal auch ohne Blütenstand ausgebildet. Die kurz gestielten und fünfzähligen, rosa Blüten mit doppelter Blütenhülle sind zwittrig. Der kleine, fünfzähnige Kelch ist feinhaarig. Die Krone ist stieltellerförmig mit schlanker, leicht trichterförmiger, etwa 1 Zentimeter langer Kronröhre mit kurzen, innen an der Basis bärtigen und außen behaarten Zipfeln. Die 5 kurzen Staubblätter sitzen am Schlund. Der zweikammerige Fruchtknoten ist unterständig im behaarten Blütenbecher mit einem langen, vorstehenden und keulenförmigen Griffel. Es ist ein Diskus vorhanden.
Es werden gestielte, vielsamige und schwach behaarte, schmal-eiförmige bis spindelförmige, zweiteilige, etwa 2,5 Zentimeter lange Kapselfrüchte (Scheinfrucht) mit beständigem Kelch an der Spitze gebildet. Die vielen kleinen, rauen und rundlichen Samen besitzen an beiden Enden jeweils einen Schwanz, Flügel. Einer ist ganz, der andere ist zweigeteilt.

## Verwendung
Aus den Blättern und jungen Zweigen wird Gambir gewonnen. Uncaria gambir wird leicht mit anderen Uncaria-Arten verwechselt, die auch Gambir liefern.